# Komplexlager 02
Das Komplexlager 02 war zur Zeit der DDR ein unterirdisches Lager der NVA unter dem Regensteinmassiv bei Blankenburg am Harz. Die unterirdische Anlage war in der Zeit des Nationalsozialismus unter dem Tarnnamen Turmalin als unterirdische Fertigungsanlage geplant und nur teilweise fertiggestellt worden. Dazu war eigens das KZ-Außenlager Blankenburg-Regenstein zur Zwangsarbeit im Rahmen der U-Verlagerung errichtet worden. Das Stollensystem wird seit 1992 von der Bundeswehr als Sanitätsmateriallager genutzt.

## Geschichte

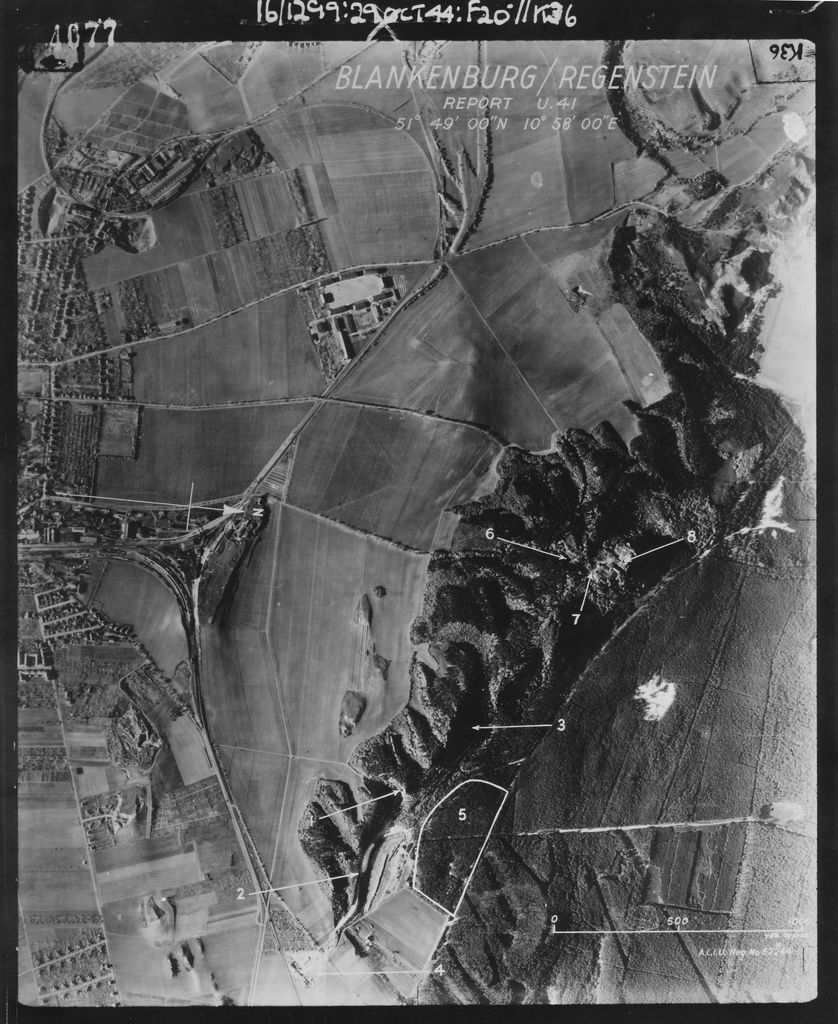
US-Luftaufnahme der Untertageanlage Turmalin, 1944

Im Juni 1944 wurde im Rahmen der Untertage-Verlagerung mit dem Bau der Stollenanlage, die 68.000 m² groß werden sollte, durch die Großdeutsche Schachtbau- und Tiefbohrgesellschaft mbH begonnen. Für die Rüstung sollte dort eine Betriebsstätte für Messgeräte und Sonderventile der Firma Schäffer & Budenberg GmbH aus Magdeburg (Deckname Oda-Werke) entstehen. Bei voller Belegung rechnete Schäffer & Budenberg mit einer Belegschaft von 3.500 Personen. Da von den Baufirmen neben zivilen Kräften auch zahlreiche Häftlinge eingesetzt wurden, errichtete das KZ Mittelbau-Dora das Außenlager Blankenburg-Regenstein mit der SS-Bezeichnung „Turmalin“.
Für Ende 1944 war eine Teilinbetriebnahme mit ungefähr 2000 Arbeitern aus Magdeburg geplant. Anfang 1945 kam der Stollenausbruch wegen Materialmangels nahezu zum Erliegen. Aus Mangel an Kohle konnten die Dampf- und Pressluft-Generatoren nicht betrieben werden. Bis Kriegsende konnten jedoch noch ca. 18.000 m² Stollenfläche fertiggestellt werden. Die Stollen befanden sich teilweise noch im Rohzustand. Trotzdem wurde mit ungefähr 150 Arbeitern in einem abgegrenzten Bereich bereits produziert. Was genau hier produziert wurde, ist nicht bekannt.
Bei einer Inspektion der Alliierten nach Kriegsende entdeckten diese in den Stollen ein Lager für diverse Maschinen, Farben, eine Schmiede und eine Reparaturwerkstatt.
Nach Kriegsende wurde die Anlage vorübergehend als Lebensmittellager und für eine Champignonzucht genutzt. Nach Erkundungs- und Ausbauarbeiten erfolgte am 1. Dezember 1977 die Einrichtung als Material- und Munitionslager für die 3. Armee der NVA. Im Juni 1980 erfolgte dann die Inbetriebnahme des Lagers als atombombensicheres Objekt.
Im Jahre 1990 übernahm die Bundeswehr die Anlage und richtete dort ein Sanitätsdepot ein. Die Einrichtung besteht als Versorgungs- und Instandsetzungszentrum Sanitätsmaterial der Bundeswehr, dessen Bundeswehrapotheke als „größte unterirdische Apotheke der Welt“ bezeichnet wird.